# Euphaedra albida
Euphaedra albida är en fjärilsart som beskrevs av Schultze 1920. Euphaedra albida ingår i släktet Euphaedra och familjen praktfjärilar. Inga underarter finns listade i Catalogue of Life.